# 圣蘑菇与十字架
《圣蘑菇与十字架：古代近东生殖崇拜中的基督教本质与起源研究》（英語：The Sacred Mushroom and the Cross: A Study of the Nature and Origins of Christianity Within the Fertility Cults of the Ancient Near East）是一部关于早期基督教的语言学以及古代近東的生殖崇拜的书，出版于1970年。作者是約翰·馬可·阿列佐。该书将语言的发展与世界各文化中的神话、宗教以及崇拜习俗的发展联系了起来。約翰·馬可·阿列佐认为，通过词源学，他發現基督教和许多其他宗教都推崇生殖崇拜。